# Tlos

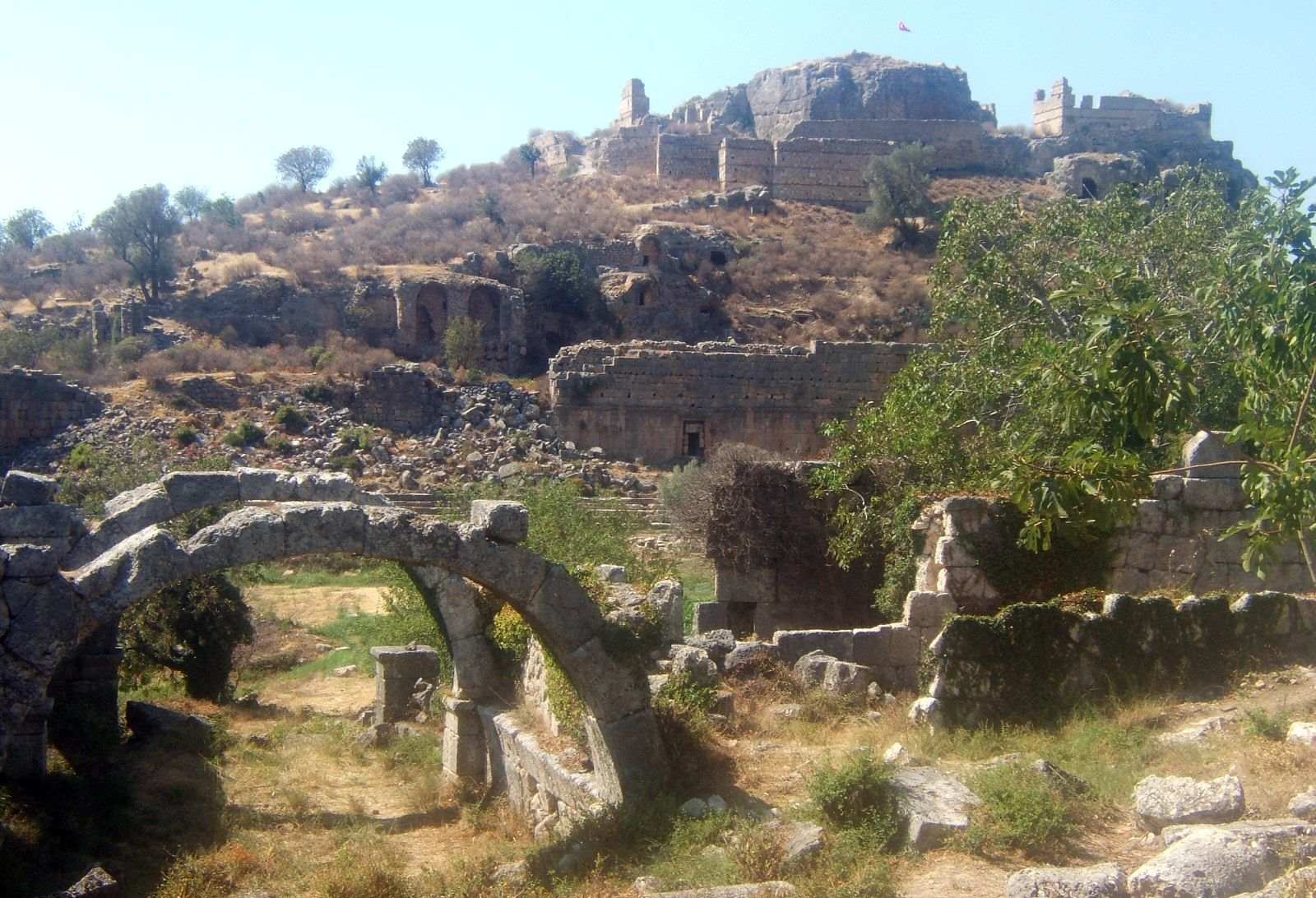
Die Ruinen von Tlos

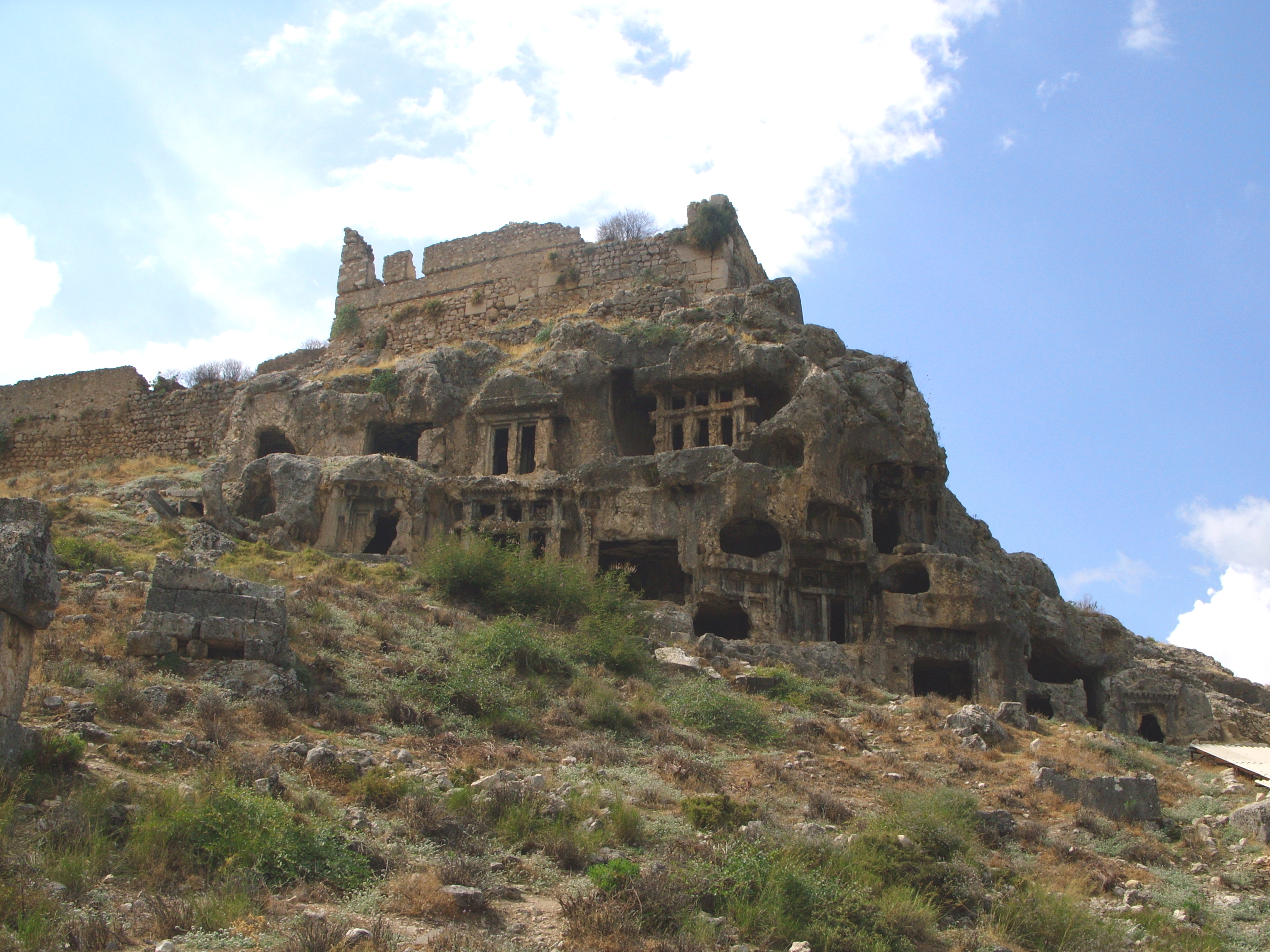
Die Felsengräber von Tlos

Tlos (altgriechisch Τλώς oder Τλῶς, beides (f. sg.), lykisch 𐊗𐊍𐊀𐊇𐊀 Tlawa; hethitisch wahrscheinlich Talawa) ist eine antike Stadt in Lykien, in der südwestlichen Türkei im Xanthos-Tal.
Der Siedlungsplatz war schon in der Bronzezeit besiedelt und ist wahrscheinlich mit dem in hethitischen Quellen genannten Ort Tlawa oder Dalawa identisch. Die Stadt war einer der sechs größten Orte im Lykischen Bund. Zwar war die Stadt in byzantinischer Zeit Bischofssitz, doch ihre Bedeutung schwand. Letzter unrühmlicher Höhepunkt war im 19. Jahrhundert die Errichtung einer Winterresidenz und Kaserne in Festungsbauweise auf den alten Ruinen der Akropolis durch den als Räuber geltenden Kanlı Ali Ağa.